# ガーナ法曹協会
ガーナ法曹協会（がーなほうそうきょうかい、Ghana Bar Association, GBA）は、ガーナにおける弁護士の職能団体である。かつての事務弁護士・法廷弁護士（現在は「法律実務家」（Legal practitioners）の呼称のもと統一）のみならず、マジストレイトも会員となる。
慣例により、ガーナで法律実務に携わることを許可された者は全員自動的に本協会の会員となる。初代会長はシエラレオネ出身の弁護士Frans Doveであった。

## 歴史および会員資格
イギリス議会は、1876年、英領ゴールド・コーストに最高裁判所を設置し、長官1名および4名を越えない陪席裁判官を置いた。
1887年、ガーナ人初の弁護士John Mensah Sarbahがロンドンのリンカーン法曹院において法曹資格を得た。
ガーナの司法制度はイギリス法を模範とした。すなわち、事務弁護士が法的助言と法的書類の作成を、法廷弁護士が法廷での弁護活動を担当した。しかし、ガーナの実務ではこの区別は行われなくなり、1960年の法律により廃止された。
1958年にガーナ・スクール・オブ・ローが設立されるまで、ガーナの弁護士は全員が海外（かつそのほとんどがイングランドの法曹院）で訓練を受けた者であった。
2011年までに、約2500名の弁護士が実務に携わっているが、その全員が法曹協会の会員であるわけではない。
2012年9月20日、Nene Amegatcherが会長に選出され、Peter Zwennesが副会長となった。
現在の会長はAnthony Forson Jnrである。
過去の会長の一覧は次のとおりである。
- Robert Samuel Blay (1957–1959) and (1960–1962)
- Archie Casely-Hayford (1959–1960)
- J. B. Danquah (1962–1963)
- Victor Owusu (acting 1963–1965) and (1965–1966)
- William Ofori-Atta (1966–1967)
- Joe Appiah (1967–1970)
- Joe Reindorf (1970–1971)
- Edward Nathaniel Moore (1971–1972)
- J. B. Quashie-Idun (1972–1976)
- J. K. F. Adadevoh (1976–1979)
- W. A. N. Adumoah-Bossman (1979-1981)
- E. D. Kom (1981–1982)
- J. K. Agyemang (1982–1985)
- Peter Ala Adjetey (1985–1989)
- Anthony K. Mmieh (1989–1992?)
- Nutifafa Kuenyehia (1992–95),
- Sam Okudzeto(1995–98)
- Joseph Ebow Quashie (1998-2001)
- Paul Adu-Gyamfi (2001–?)
- Solomon Kwame Tetteh
- Nii Osah Mills (2007–08)
- Frank Beecham (2009–12)
- Nene A. O. Amegatcher (2012–2015)
- Benson Nutsukpui 2015–2018[7]

GBAは国際法曹協会の会員である。

## 議論
2010年10月、GBAの副会長で判事であったKusi-Minkah Premoは、裁判官による法令不遵守、腐敗および不正行為の根絶を最高裁判所長官と法務協議会に訴えた。
2011年4月、会長であったFrank W. K. Beechamは、殺人の被告人14名を無罪にしたことで批判の的となったE. K. Ayebi裁判官を擁護する発言をした。
2011年7月、4名の弁護士が裁判官の間に腐敗が広がっているとして告発を行った。GBAはこの4名を根拠のない批判を行ったと非難し、腐敗判事の名前を明示するよう要求した。GBAは汚職に関与した弁護士の起訴に向けて必要な手続を取るとしている。
4名の弁護士はマジストレートと判事からなる協会のブラックリストに入れられた。当該4名およびその他の者らは、代替となる協会の設立に向けて動いているとのことである。
GBAの2011年の年次総会は、ケープ・コーストにおいて同年9月に行われたが、これは2名のマジストレートが賄賂を要求したとして解任された直後であった。会長のFrank Beechamは、協会として腐敗に全力で立ち向かうと表明した。GBAは腐敗の通報を取り扱う部署を設置し、違反者が確実に起訴されるよう務めるとした。